# 암스테르담 노면전차

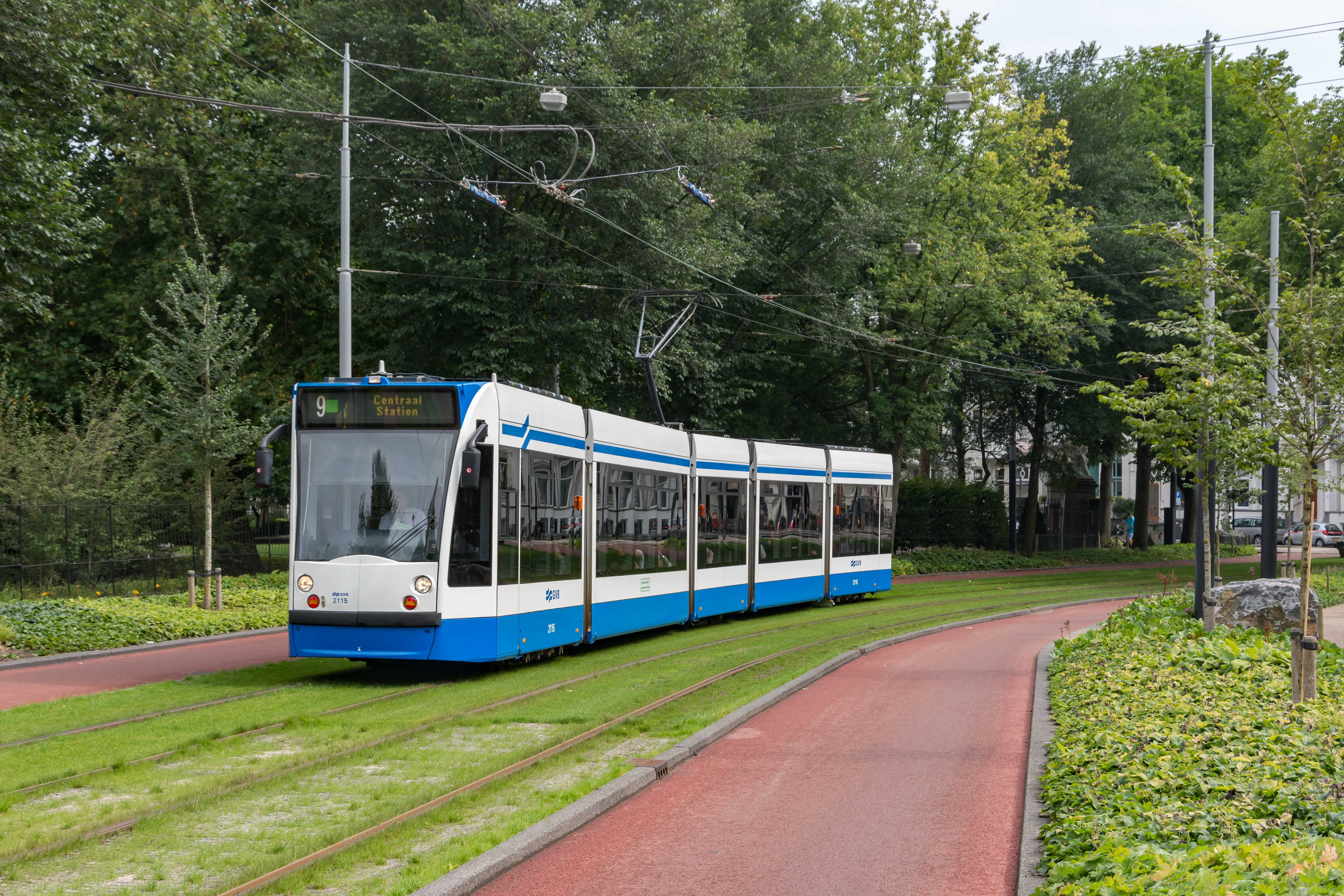
암스테르담 노면전차

암스테르담 노면전차(네덜란드어: Amsterdamse tram)는 네덜란드 암스테르담에서 운영되는 노면전차 네트워크다. 1875년 6월 3일, 암스테르담 최초의 말이 끄는 전차가 개통되었으며 이것이 노면전차의 시초다. 암스테르담의 노면전차는 네덜란드에서 가장 크고 유럽에서도 가장 큰 트램 네트워크 중 하나다.